# The Glamorous Life
The Glamorous Life è il primo album della cantante statunitense Sheila E., pubblicato dall'etichetta discografica Warner Bros. il 5 giugno 1984.
L'album è prodotto da Prince (sotto lo pseudonimo "The Starr Company") e la stessa artista, che è anche autrice unica di 3 brani. Degli altri, l'interprete firma Next Time Wipe the Lipstick Off Your Collar con Brenda Bennett e Noon Rendezvous con Prince, che compone la canzone che dà il titolo al lavoro.
Dal disco vengono tratti i singoli The Glamorous Life, The Belle of St. Mark e Oliver's House.

## Tracce

### Lato A
1. The Belle of St. Mark
2. Shortberry Strawcake
3. Noon Rendezvous

### Lato B
1. Oliver's House
2. Next Time Wipe the Lipstick Off Your Collar
3. The Glamorous Life